# Roulleau et Pilât
 (septembre 2024).
Roulleau et Pilât est un constructeur automobile français.

## Production
La société Roulleau et Pilât, basée à Paris, a commencé à produire des automobiles en 1900. Le véhicule avait été conçu comme un véhicule à traction avant. Le moteur avait une cylindrée de 250 cm³. Les véhicules ont été continuellement développés et améliorés. La boîte de vitesses, qui avait à l’origine deux vitesses, a été étendue à trois vitesses. Les moteurs ont reçu une puissance plus élevée. Le moteur de 4 ch du moteur fourni par De Dion-Bouton est basé sur le Type G avec 499 cm³ (alésage 84 mm, course 90 mm). Le moteur de 6 ch du Type J avait 700 cm³ avec un alésage de 90 mm et une course de 110 mm. Tous les moteurs de Dion Bouton étaient encore monocylindres à cette époque. La production s’est terminée dès 1903
.